# Epidendrum monteverdense
Epidendrum monteverdense là một loài thực vật có hoa trong họ Lan. Loài này được (Pupulin & Hágsater) Hágsater mô tả khoa học đầu tiên năm 2005.